# 伊號作戰
以號作戰，又称伊号作战（日语：い号作戦），是發生在第二次世界大戰中太平洋戰場上瓜達爾卡納爾島和新幾內亞島附近的一系列空襲作戰，作戰之後3天，發生海軍甲事件。

## 戰略背景
西元1943年2月7日，日軍在瓜達爾卡納爾島全面性撤退，加上俾斯麥海海戰的失敗，盟軍乘勝追擊，而山本五十六決定整合周圍兵力於拉包爾，由山本五十六親自坐鎮於拉包爾指揮，進行一系列空襲作戰，在瓜島、所羅門群島，新幾內亞島東南部等多處展開攻擊，以遏止盟軍攻勢，為日軍爭取時間建立新的防線，但此次作戰並沒有太大的成效。

## 作戰過程
4月7日（X攻撃）
零戰157架、九九式轟炸機66架向瓜達爾卡納爾島攻撃。
- 日軍方面：損失12架零戰，9架九九式轟炸機
- 盟軍方面：一艘驅逐艦（USS Aaron Ward）、一艘掃雷艦（恐鳥號（英语：HMNZS Moa (T233)））和一艘油輪沉沒

4月11日（Y2攻撃）
零戰71架、九九式轟炸機21機架向奧羅灣、哈維灣攻撃。
- 日軍方面：損失2架零戰、4架九九式轟炸機
- 盟軍方面：一艘運輸艦受損

4月12日（Y攻撃）
零戰131架、一式陸上攻擊機44架向新幾內亞島東南的莫爾茲比港攻撃。
- 日軍方面：損失2架零戰、6架一式陸上攻擊機
- 盟軍方面：一艘運輸艦沉沒、基地飛機場起火

4月14日（Y1、Y2攻撃）
- Y1攻擊有零戰52架、37架一式陸上攻擊機向拉比基地攻撃。
- Y2攻擊有零戰75架、23架九九式轟炸機向米爾恩灣攻撃。
  - 日軍方面：損失2架零戰、3架一式陸上攻擊機、3架九九式轟炸機
  - 盟軍方面：數艘運輸艦沉沒、拉比基地起火